# 티스미아과
티스미아과(thismia科, 학명: Thismiaceae 티스미아케아이[*])는 과거에 인정되었던 과이다. 이 과는 여러 저자들(1995년, 2000년의 허친슨(J. Hutchinson), 체이스(Chase) 등, 1998년 속씨식물 계통분류학 그룹, 2000년의 캐딕 등, 2002년의 네일랜드, 2002년의 틸레와 조르단(Thiele & Jordan), 2006년 메르크스(Merckx) 등 2007년 우드워드(Woodward) 등과 같은)이 인정해 왔고, 또한 티스미아족(APG II 분류 체계, 쿠비츠키 분류 체계의 카머(Maas-van de Kamer), 그리고 기타)으로써 버어먼초과에 포함시켜 왔으며, 모두 5개 속으로 구성되어 있다. 3개 속(Afrothismia, Haplothismia and Oxygyne)은 모두 구세계에서, 티스미아속은 아메리카와 아시아 두 지역의 열대 기후 지역뿐만 아니라 미국 일리노이주, 일본, 뉴질랜드, 오스트레일리아의 온대 지역에서, 티푸티니아속(Tiputinia)은 아마존 우림에서 자생한다.

## 하위 속
- Afrothismia (Engl.) Schltr.
- Haplothismia Airy Shaw
- Oxygyne Schltr.
- 티스미아속 (Thismia), Griff.
- 티푸티니아속 (Tiputinia), P.E. Berry & C. L. Woodw.